# Солія жовта
Солія жовта (Buglossidium luteum) — вид камбалоподібних риб родини морські язики (Soleidae).

## Характеристика
Солія жовта має довгасто-овальний тулуб із закругленою головою, покритий лускою; очі розташовані на правій стороні. Маленький, розташований під переднім краєм голови, загнутий півколом ротовий отвір; верхня щелепа дещо подовжена, у формі дзьоба (діаметр верхнього ока менше довжини рила). Край передкришки покритий шкірою голови. Уздовж бічної лінії 55-70 лусочок. Спинний плавець починається перед верхнім оком; спинний плавник з 65-78, анальний —з 50-63 м'якими променями, сполучені шкірною складкою з хвостовим стеблом. Грудні плавники дуже маленькі, на сліпій стороні рудиментарні.
Забарвлення частіше жовтувате або світло-коричневе, часто з темними плямами і крапками. Спинний і анальний плавці пісочного кольору, кожен п'ятий і шостий, іноді кожен 4-7-й промінь плавця чорний.
Довжина до 13 см (найдрібніший вид морських язиків).

## Поширення
Розповсюджена у північній Атлантиці, від області Середземного моря до Шотландії; у Північному морі, Ла-Манші, може заходити у Чорне море. Зустрічається на глибині 5-250 м (частіше 5-20 м) над піщаним дном.

## Поведінка
Статева зрілість настає у самців при довжині 6-7 см, у самиць при 7-8 см. Час нересту — з березня по липень (у Середземному морі навесні, в Ла-манші раннього літа). Ікринки розміром по 1 мм, пелагічні. Час їх дозрівання 5-6 днів. Личинки, що вилупилися, мають довжину лише 2 мм і далеко розносяться з планктоном. При довжині 1-1,2 см молоді риби переходять до донного життя.

## Живлення
В раціон входить рослинний і тваринний планктон, у дорослих особин, переважно дрібні черв'яки і ракоподібні.